# Mike Jones (motociclista)
Michael Jones (Brisbane, 25 febbraio 1994) è un pilota motociclistico australiano.

## Carriera
Esordisce nella serie Youngstars nel 2007 in Australia. Sempre in Australia vince il campionato Superstock 600 nel 2011 per poi passare alla Supersport nel 2012. Nel 2012 e nel 2013 fa anche apparizioni nel campionato europeo Superstock 600. Nel 2015 vince il campionato Australiano Superbike.
Nel 2016 corre come wildcard nel campionato mondiale Superbike a Phillip Island a bordo di una Ducati Panigale R del team Desmo Sport Ducati, ottenendo due punti. Nello stesso anno corre in MotoGP sulla Ducati Desmosedici del team Avintia Racing in Giappone e Australia in sostituzione di Héctor Barberá (il pilota spagnolo ha sostituito l'infortunato Andrea Iannone nel Ducati Team), totalizzando un punto. I punti ottenuti in Superbike gli consentono di chiudere al trentesimo posto in classifica finale.
Nel 2017 è pilota titolare nel campionato europeo Superstock 1000 alla guida di una Ducati Panigale R dell'Aruba.it Racing – Junior Team. Il compagno di squadra, in questa stagione, è l'italiano Michael Ruben Rinaldi. Ottiene il suo primo podio in questa categoria, in occasione del Gran Premio di Germania al Lausitzring giungendo secondo alle spalle del compagno di squadra Rinaldi. Chiude la sua prima stagione in questa categoria al sesto posto in classifica piloti con ottantacinque punti ottenuti. In questa stagione inoltre, prende parte alla gara inaugurale a Imola del campionato italiano Superbike senza ottenere punti.
Nel 2018 corre nel campionato spagnolo Superstock 1000. Nello stesso anno corre in MotoGP in Australia in sostituzione di Álvaro Bautista (che ha sostituito l'infortunato Jorge Lorenzo) sulla Ducati del Ángel Nieto Team. Nel 2019 vince, per la seconda volta, il campionato australiano Superbike; in questa categoria ottiene poi un terzo titolo nella stagione 2022. Nel 2024 chiude al secondo posto nel campionato nazionale.

## Risultati in gara

### Campionato mondiale Superbike
| 2016 | Moto   |    |     |  |  |  |  |  |  |  |  |  |  |  |  |  |  |  |  |  |  |  |  |  |  |  |  |  |  | Punti | Pos. |
| ---- | ------ | -- | --- |  |  |  |  |  |  |  |  |  |  |  |  |  |  |  |  |  |  |  |  |  |  |  |  |  |  | ----- | ---- |
| 2016 | Ducati | 14 | Rit |  |  |  |  |  |  |  |  |  |  |  |  |  |  |  |  |  |  |  |  |  |  |  |  |  |  | 2     | 30º  |

| Legenda | 1º posto        | 2º posto            | 3º posto           | A punti      | Senza punti        | Grassetto – Pole position Corsivo – Giro più veloce |
| Legenda | Gara non valida | Non qual./Non part. | Ritirato/Non class | Squalificato | '-' Dato non disp. | Grassetto – Pole position Corsivo – Giro più veloce |

### Motomondiale
| 2016 | Classe | Moto   |  |  |  |  |  |  |  |  |  |  |  |  |  |  |    |    |  |  |  | Punti | Pos. |
| ---- | ------ | ------ |  |  |  |  |  |  |  |  |  |  |  |  |  |  | -- | -- |  |  |  | ----- | ---- |
| 2016 | MotoGP | Ducati |  |  |  |  |  |  |  |  |  |  |  |  |  |  | 18 | 15 |  |  |  | 1     | 27º  |

| 2018 | Classe | Moto   |  |  |  |  |  |  |  |  |  |  |  |  |  |  |  |  |    |  |  | Punti | Pos. |
| ---- | ------ | ------ |  |  |  |  |  |  |  |  |  |  |  |  |  |  |  |  | -- |  |  | ----- | ---- |
| 2018 | MotoGP | Ducati |  |  |  |  |  |  |  |  |  |  |  |  |  |  |  |  | 18 |  |  | 0     |      |

| Legenda | 1º posto        | 2º posto            | 3º posto            | A punti      | Senza punti        | Grassetto – Pole position Corsivo – Giro più veloce |
| Legenda | Gara non valida | Non qual./Non part. | Ritirato/Non class. | Squalificato | '-' Dato non disp. | Grassetto – Pole position Corsivo – Giro più veloce |